# Guillaume Bouchateau
Guillaume Bouchateau est un ingénieur du son et un monteur son français.

## Biographie
Il fait des études de cinéma à la Femis, département son, dont il sort diplômé en 1997.

## Filmographie (sélection)
- 2000 : Promenons-nous dans les bois de Lionel Delplanque
- 2001 : Gamer de Patrick Levy
- 2001 : Requiem d'Hervé Renoh
- 2001 : Un jeu d'enfants de Laurent Tuel
- 2001 : Les Fantômes de Louba de Martine Dugowson
- 2002 : Sueurs de Louis-Pascal Couvelaire
- 2002 : Décalage horaire de Danièle Thompson
- 2003 : Michel Vaillant de Louis-Pascal Couvelaire
- 2004 : Narco de Tristan Aurouet et Gilles Lellouche
- 2004 : Mensonges et trahisons et plus si affinités... de Laurent Tirard
- 2006 : Arthur et les Minimoys de Luc Besson
- 2006 : Bandidas de Joachim Rønning et Espen Sandberg
- 2007 : L'Auberge rouge de Gérard Krawczyk
- 2007 : Big City de Djamel Bensalah
- 2008 : Sagan de Diane Kurys
- 2009 : Arthur et la Vengeance de Maltazard de Luc Besson
- 2009 : Human Zoo de Rie Rasmussen
- 2009 : Banlieue 13 : Ultimatum de Patrick Alessandrin
- 2010 : Arthur 3 : La Guerre des deux mondes de Luc Besson
- 2010 : L'amour c'est mieux à deux de Dominique Farrugia et Arnaud Lemort
- 2011 : L'Ordre et la Morale de Mathieu Kassovitz
- 2011 : Les Hauts de Hurlevent d'Andrea Arnold
- 2012 : Le Fils de l'autre de Lorraine Lévy
- 2012 : Stars 80 de Thomas Langmann et Frédéric Forestier
- 2013 : Pour une femme de Diane Kurys
- 2013 : La Grande Boucle de Laurent Tuel
- 2013 : Un prince (presque) charmant de Philippe Lellouche
- 2014 : Jack et la Mécanique du cœur de Stéphane Berla et Mathias Malzieu
- 2014 : Les Combattants de Thomas Cailley
- 2014 : Lucy de Luc Besson
- 2015 : Nous trois ou rien de Kheiron
- 2016 : Raid dingue de Dany Boon
- 2017 : Valérian et la Cité des mille planètes de Luc Besson
- 2018 : La Ch'tite Famille de Dany Boon

## Distinctions

### Nominations
- César 2015 : César du meilleur son pour Les Combattants